# Grand-pensionnaire

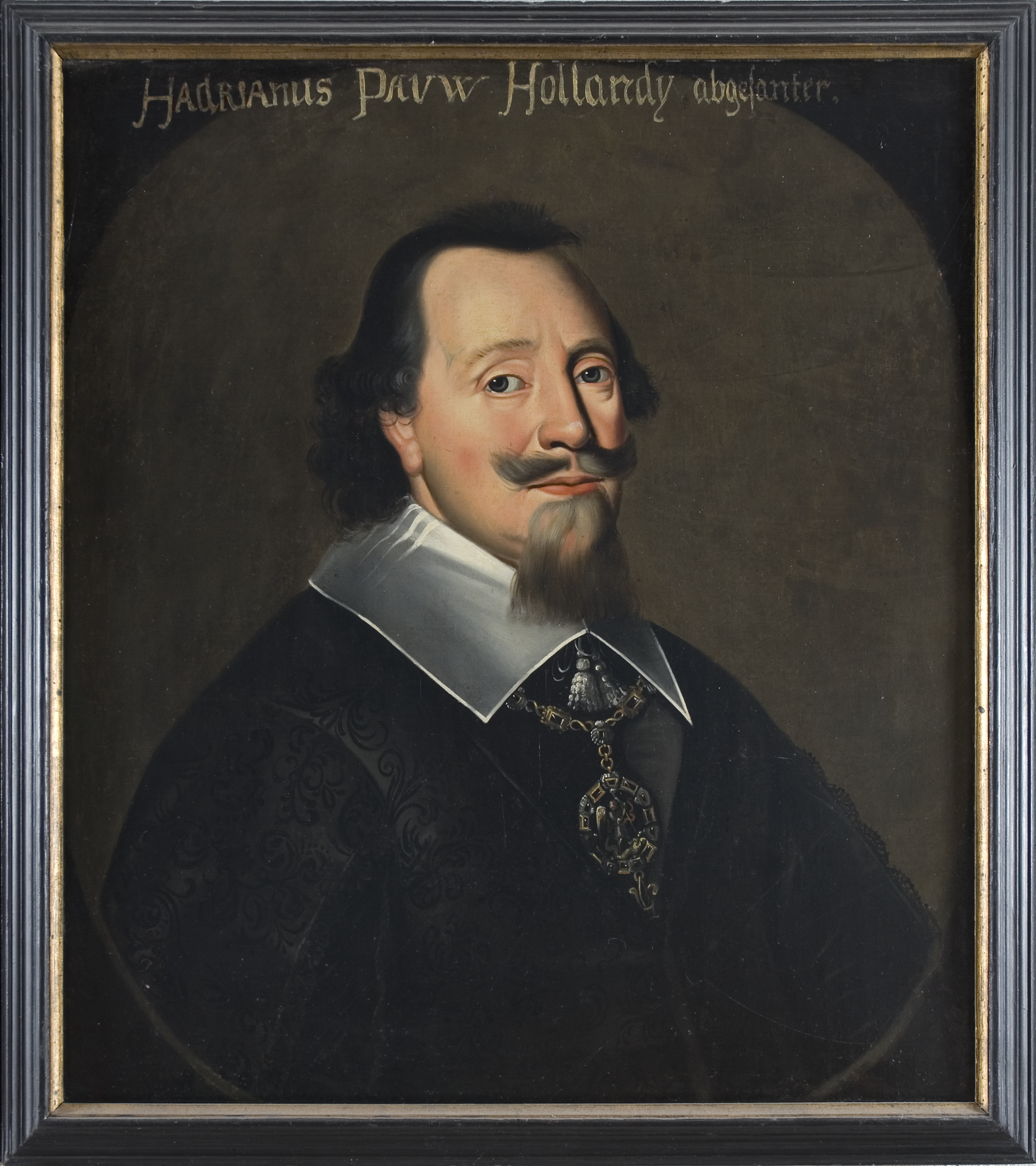
Adriaan Pauw, grand-pensionnaire de Hollande de 1631 à 1636 et de 1651 à 1653.

Le grand-pensionnaire est, dans les Provinces-Unies, État qui existe de la fin du XVIe siècle à la fin du XVIIIe siècle, le dignitaire occupant la fonction de secrétaire (en néerlandais : raadpensionaris, francisé en « pensionnaire ») des États de Hollande et de Frise-Occidentale, organe exécutif et législatif de la province de Hollande, la plus importante des sept provinces formant la république des Provinces-Unies. 
Ce sont les Français qui, selon l'étiquette diplomatique de l'époque, ont ajouté au XVIIe siècle le préfixe grand, soulignant la préséance de fait de la Hollande sur les autres provinces unies.

## Origine des Provinces-Unies

### LesPays-Bas des Habsbourg
Cet État est issu de l'insurrection des dix-sept provinces qui formaient les Pays-Bas des Habsbourg à la fin du règne de Charles Quint : le duché de Brabant, le comté de Flandre, le comté d'Artois, le comté de Hollande, le duché de Luxembourg, etc.
En octobre 1555, Charles, qui est aussi roi d'Espagne, abdique et transmet les Pays-Bas à son fils aîné Philippe, avant de lui céder la couronne d'Espagne en janvier 1556. 

### L'insurrection contre Philippe II
Le règne de Philippe génère des tensions aux Pays-Bas, qui aboutissent en 1566 à la révolte des Gueux, qui devient une véritable insurrection en 1568, sous la conduite de Guillaume d'Orange, « le Taciturne », conseiller d'État et stathouder de Hollande et de Zélande.  
En 1579, les villes et provinces insurgées forment l'union d'Utrecht, opposée à l'union d'Arras des provinces loyalistes. En 1581, les États généraux de l'union d'Utrecht proclament la déchéance de Philippe II aux Pays-Bas (acte de La Haye). C'est à ce moment que naît un nouvel État : les Provinces-Unies. Mais la guerre continue, et de 1582 à 1585, Alexandre Farnèse, gouverneur des Pays-Bas pour Philippe II, réussit à reconquérir la Flandre et le Brabant, notamment Anvers. Les Provinces-Unies sont dès lors réduites aux sept provinces du nord : Hollande, Zélande, Utrecht, Frise, Gueldre, Overijssel et Groningue. 
La guerre avec le roi d'Espagne se prolonge ensuite jusqu'au traité de Münster de janvier 1648, d'où le nom de « guerre de Quatre-Vingts Ans » (1568-1648). Mais, pour l'essentiel, la situation territoriale est stabilisée à la fin du XVIe siècle. Malgré quelques tentatives de siège, Anvers reste aux mains des rois d'Espagne.

## Les institutions des Provinces-Unies

### Fondements politiques
Les Provinces-Unies sont définies par l'acte de fondation de l'union d'Utrecht et par l'acte de La Haye. 
Après avoir essayé de se trouver un nouveau souverain pour remplacer Philippe II (François de Valois, de 1582 à 1584), les Provinces-Unies optent pour une forme républicaine, tout en accordant une place éminente à la famille de Guillaume d'Orange, la maison d'Orange-Nassau. 
Pour le reste, les institutions prolongent celles qui existaient dans les Pays-Bas avant l'insurrection : États provinciaux, États généraux, stathouder (gouverneur) de province. 
Après l'assassinat de Guillaume d'Orange (1533-1584), son fils Maurice de Nassau (1567-1619) retrouve dès 1585 ses fonctions de stathouder de Hollande et de Zélande ; en 1587, il est nommé commandant en chef de l'armée (fonction correspondant à celle de gouverneur des Pays-Bas dans le camp opposé) ; par la suite, il reçoit quatre autres stathoudérats.

### Le principe de la séparation des pouvoirs civil et militaire: pensionnaires et stathouders
La république des Provinces-Unies est organisée à ses origines selon le principe d'une stricte séparation entre pouvoir civil et pouvoir militaire. Tout cumul de ces deux pouvoirs (aux mains du commandant en chef, par exemple) est considéré comme un retour à l'absolutisme de Philippe II. 
Dans chaque province, les États provinciaux désignent donc deux officiers : 
- le pouvoir civil revient au pensionnaire (raadpensionaris en néerlandais) , qui officiellement, n'est que le secrétaire du comité exécutif de l'assemblée, mais qui domine de fait l'ordre du jour et les débats de l'assemblée entière.
- le pouvoir militaire et le maintien de l'ordre public reviennent au stathouder.

## La fonction de grand-pensionnaire

### La prééminence de la Hollande et le titre de grand-pensionnaire
Le poids démographique et économique de la province de Hollande, où se trouvent Amsterdam, Rotterdam et La Haye, fait de ses institutions les plus influentes dans la république : le stathouder et le pensionnaire de Hollande dominent et éclipsent leurs collègues des autres provinces. 
C'est pourquoi le pensionnaire de Hollande était désigné comme le « grand-pensionnaire » par les diplomates des autres pays. Il s'agissait d'une courtoisie de chancellerie destinée à souligner le poids de ce fonctionnaire, mais ce titre n'existait pas dans la république.
Le roi de France Louis XIV utilise à l'adresse d'un grand-pensionnaire la formule de politesse « Hoog mogende » (en français « le plus haut possible »). Curieusement, on trouve une plaque en pierre de récupération d'origine inconnue portant cette mention dans un château classé de la province d'Anvers en Belgique[réf. nécessaire].

### Nomenclature officielle
Elle évolue au cours du XVIIe siècle : Johan van Oldenbarnevelt (1547-1619) porte le titre d'Avocat des États de Hollande, alors que Johan de Witt porte celui de pensionnaire des États de Hollande. 

### Évolution des institutions en faveur du stathoudérat
Les menaces militaires contre les Provinces-Unies poussent fréquemment les États à accorder aux stathouders des pouvoirs exceptionnels en temps de guerre, reléguant le pouvoir civil du grand-pensionnaire au second rang, d'où une rivalité entre les deux fonctions.

## Après les Provinces-Unies
En 1795, les Provinces-Unies deviennent la République batave, sous l'influence des armées de la République française qui occupent les Pays-Bas autrichiens, annexés peu après.  
Dans la République batave, « grand-pensionnaire » est le titre donné au chef du gouvernement.